# Exposition canine
 (novembre 2020).
Si vous disposez d'ouvrages ou d'articles de référence ou si vous connaissez des sites web de qualité traitant du thème abordé ici, merci de compléter l'article en donnant les références utiles à sa vérifiabilité et en les liant à la section « Notes et références ».

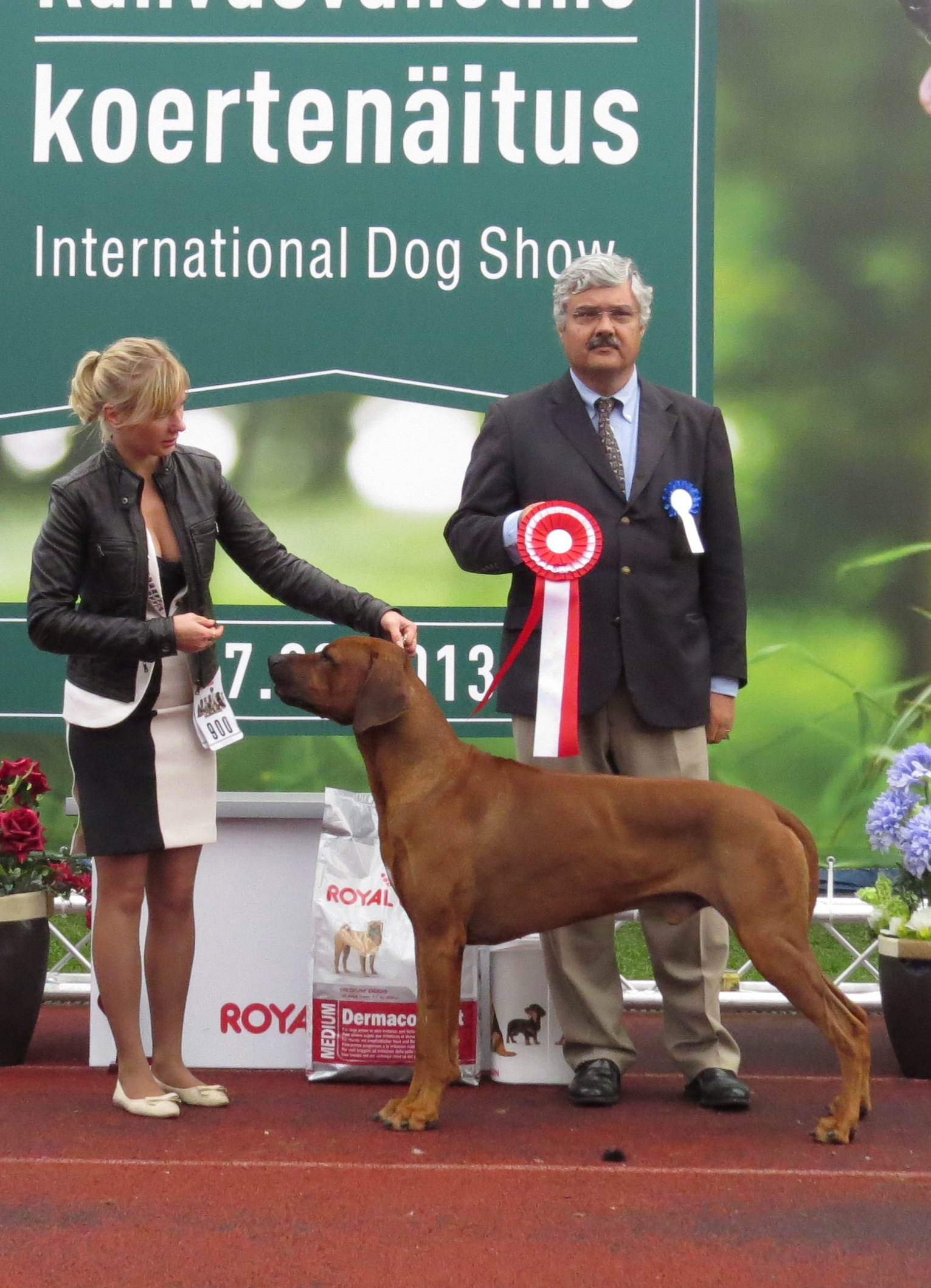
Un chien de Rhodésie à crête dorsale primé lors d'un concours à Tallinn en 2013.

Une exposition canine, ou concours canin, est un concours de beauté durant lequel éleveurs et particuliers viennent soumettre leurs chiens de race aux critiques d'un jury.
À l'inverse d'une épreuve de travail, qui juge les aptitudes du chien (chien de berger, de chasse, agilité, etc.), l'exposition canine juge les qualités esthétiques d'un chien, et sa conformité au standard de sa race.
Chaque race est jugée, selon le nombre de chiens exposés, par un ou plusieurs juges. Chaque chien inscrit est jugé individuellement, dans son ring de jugement et dans une classe précise, en fonction de ses titres et/ou de son âge. Les mâles et les femelles sont jugés séparément.

## Histoire

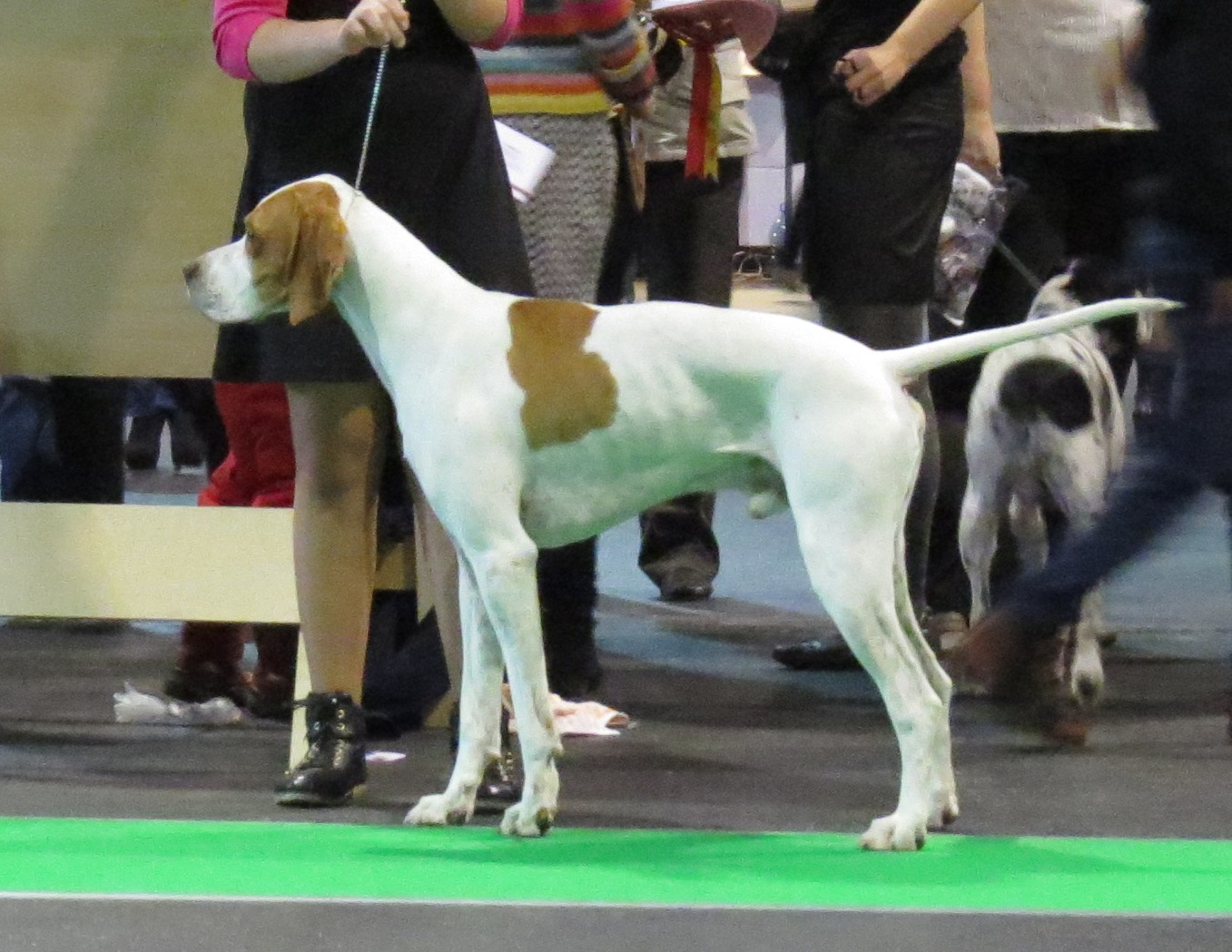
Un pointer anglais.

La première exposition canine au monde a eu lieu en 1847 en Belgique[réf. nécessaire] ; elle présentait la race des Pointer.

## Sections d'engagement
Il existe 8 classes pour engager son chien :
- Classe Intermédiaire (de 15 à 24 mois, obligatoire)
- Classe Ouverte (à partir de 15 mois, obligatoire)
- Classe Travail (à partir de 15 mois, obligatoire)

Les seules races pouvant être inscrites en classe travail sont celles répertoriées comme races de travail dans la nomenclature de la FCI, tout en tenant compte des exceptions accordées pour certaines races à certains pays.
- Classe Champion (à partir de 15 mois, obligatoire)

Le chien doit être titulaire de l’un des titres suivants, obtenu en exposition, homologué au plus tard le jour de la date de la dernière clôture des engagements. Une copie en attestant doit être jointe au formulaire d’engagement.
- - titre de Champion International de la FCI
  - titre de Champion National (obtenu avec au moins 2 récompenses dans un même pays membre de la FCI)
  - titres de Champion National de pays non membres de la FCI pouvant être acceptés.
- Classe Baby (de 4 à 6 mois, facultative)
- Classe Puppy (de 6 à 9 mois, facultative)
- Classe Jeune (de 9 à 18 mois, obligatoire)
- Classe Vétéran (à partir de 8 ans, obligatoire)

La date prise en compte pour déterminer l'âge est le jour même où le chien est exposé.
Il peut exister également une classe « ne concourant pas » ouverte aux chiens titulaires d'un Certificat de Naissance ou inscrits à un Livre d’Origine reconnu par la FCI, et qui ne participent pas à l’exposition. Le carnet de santé de ce chien doit être en règle. Les chiens figurent au catalogue mais ne sont pas examinés par le juge.

## Jugement
Les chiens sont jugés par race, par variété, par sexe et par classe.
Le juge examine chaque chien individuellement en statique (immobile) et aux allures (en mouvement) puis il fait le classement entre les concurrents en les comparant les uns aux autres.
Il fait placer les quatre premiers concurrents dans l’ordre du classement afin que le public soit correctement informé du résultat.
Le juge remet à chaque exposant un carton de qualificatif avec éventuellement une feuille de jugement sur laquelle sont notées ses appréciations quant à la morphologie du chien, puis il peut commenter son jugement aux exposants qui le désireraient ainsi qu’aux spectateurs.

## Utilité

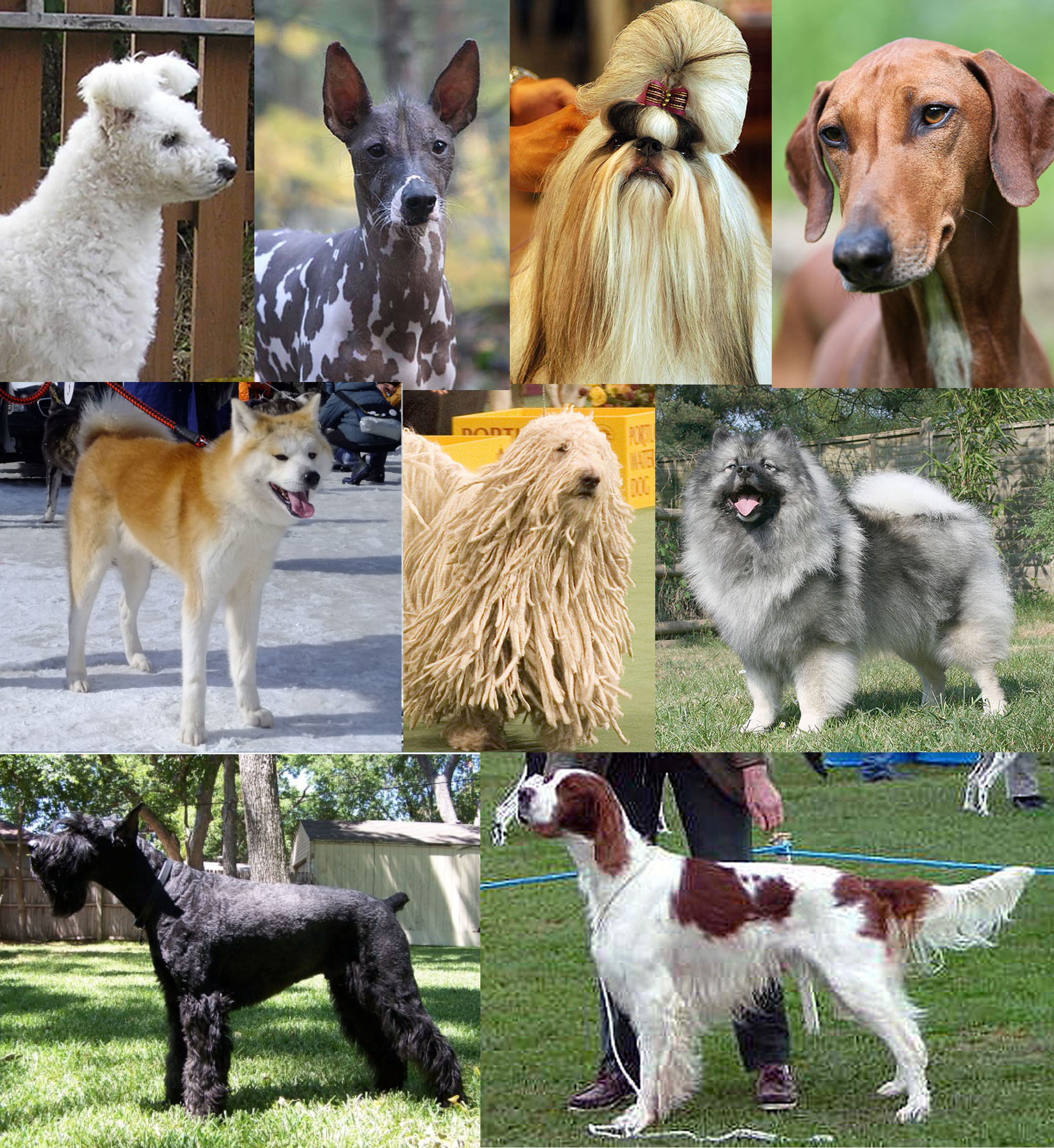
Différentes races de chiens

Bien que plusieurs ne voient pas l'utilité des concours de conformation, il est important de connaître ses avantages. Il est pensé par plusieurs que ce type de concours canin n'a pour seul but de comparer la beauté du chien. Cependant, la première utilité de concours de conformation est le fait de faire état de la morphologie du chien afin qu'il corresponde le plus possible au standard de sa race. Ceci permet de préserver et maintenir le standard de la race, comme préalablement établi. Bien que l'élément physique de la morphologie est primordial, le comportement, ainsi que le tempérament sont aussi pris en compte. En effet, le standard des races ne s'arrête pas uniquement à l'aspect physique, mais le comportement est aussi important. Chaque race de chien a été élevée afin qu'elle effectue un travail spécifique, ou pour qu'elle se comporte d'une certaine manière. Il existe sept groupes de races différents et chaque chien est classé au sein d'un de ceux-ci.
Certains préjugés quant aux problèmes de santé spécifiques aux chiens de race persistent. Certains pensent que les chiens participants aux concours de conformation font partie des raisons pour lesquelles les maladies spécifiques aux races sont aussi présentes. Cependant, selon la littérature scientifique, ainsi que plusieurs spécialistes tels que Steve Dean, un chirurgien vétérinaire et le président de The Kennel Club, pense totalement le contraire. C'est-à-dire qu'ils croient que les chiens participant aux concours de conformation font partie des programmes d'élevage qui travaillent à la diminution des maladies génétiques héréditaires spécifiques aux chiens de races pures.